# Madagáscar nos Jogos Olímpicos
Madagascar participou pela primeira vez dos Jogos Olímpicos em 1964 e mandou atletas para todas as edições seguintes, exceto 1976 e 1988. O país nunca ganhou uma medalha olímpica e teve sua primeira aparição nos Jogos Olímpicos de Inverno em 2006.